# Кеннеди, Джасинта
Джасинта Энн Кеннеди (англ. Jacinta Anne Kennedy; в девичестве Хэмилтон (англ. Hamilton); род. 3 мая 1982 года в Мельбурне, штат Виктория, Австралия) — австралийская профессиональная баскетболистка, выступавшая в женской национальной баскетбольной лиге. Играла в амплуа тяжёлого форварда и центровой. Трёхкратная чемпионка ЖНБЛ (2002, 2004, 2005).
В составе национальной сборной Австралии выиграла Игры Содружества 2006 года в Мельбурне, а также принимала участие в чемпионате мира среди девушек до 19 лет 2001 года в Брно.

## Ранние годы
Джасинта Хэмилтон родилась 3 мая 1982 года в городе Мельбурн, штат Виктория, у неё есть старшая сестра, Люсиль, также выступавшая в ЖНБЛ и сборной Австралии.